# Echinochalina melana
Echinochalina melana är en svampdjursart som beskrevs av van Soest och Stentoft 1988. Echinochalina melana ingår i släktet Echinochalina och familjen Microcionidae. Inga underarter finns listade i Catalogue of Life.